# Poecilia caudofasciata
Poecilia caudofasciata là một loài cá nước ngọt thuộc chi Poecilia trong họ Cá khổng tước. Loài này được mô tả lần đầu tiên vào năm 1913.

## Phân bố và môi trường sống
P. caudofasciata được tìm thấy tại một số hệ thống sông hồ ở quốc đảo Jamaica.